# Royaume de Tungning

Position du royaume sur l'île de Taïwan

Le royaume de Tungning (chinois simplifié : 东宁王国 ; chinois traditionnel : 東寧王國 ; pinyin : dōngníng wángguó) ou royaume de Formose, est un État qui contrôla le sud-ouest de l'île de Taïwan entre 1661 et 1683. Cet État pro-Ming fut fondé par Koxinga (également connu sous le nom Zheng Chenggong) (郑成功) après la fin de la dynastie Ming en Chine continentale, remplacée par la dynastie mandchoue de Qing. Koxinga espérait utiliser l'île comme une base arrière pour former des forces militaires et restaurer la dynastie de Ming.

## Histoire
En avril 1661 une flotte menée par Zheng Chenggong (Koxinga), un général fidèle aux Ming, débarqua sur l’île de Taïwan avec 25 000 hommes pour en expulser les Hollandais et en faire une base arrière pour la reconquête de la Chine afin d'en chasser les Mandchous. 
Après 9 mois de siège, le 1er février 1662, les Hollandais de Fort Zeelandia capitulèrent et quittèrent Taïwan. Koxinga fit de Fort Zeelandia son palais et son quartier général, renommant l’endroit Anping. Il mourut 4 mois plus tard, le 23 juin 1662, et son fils Zheng Jing (鄭經) lui succéda. 
Les Zheng incitèrent à la mise en valeur des terres : Zheng Jing continua la politique de son père de défrichement des terres. Il renforça les défenses de l’île pour se prémunir d’une attaque des Qing et lança des attaques contre les côtes chinoises. Zheng Jing mourut en 1682 et son fils Zheng Keshuang, qui n'avait que 12 ans, lui succéda sur le trône.
Le gouvernement établi par les Zheng fut extrêmement sévère et très militarisé et de lourdes taxes furent imposées ; la mainmise sur la population chinoise fut totale. Cette dernière ne se révolta pas, et seuls les aborigènes se révoltèrent à quelques reprises. Durant le règne des Zheng la migration de population chinoise continua, malgré l’interdiction promulguée par les Mandchous de traverser le détroit de Taïwan.
En juin 1683, les Qing envoyèrent contre les Zheng une force militaire commandée par l’amiral Shi Lang. Celle-ci débarqua d’abord aux Pescadores. Les Zheng se rendirent aux Qing, bien qu'ils aient considéré l’idée de fuir à Luçon.
L'île passe alors sous le contrôle de la dynastie Qing, jusqu'à sa colonisation par l'empire du Japon, d'abord par l'expédition de Taïwan de 1874, puis avec l'invasion de 1895 et le traité de Shimonoseki, et jusqu'à la défaite du Japon à la fin de la Seconde Guerre mondiale, en 1945 et au traité de San Francisco de 1952.